# Équipe d'Australie de football à la Coupe d'Asie 2015
Cet article relate le parcours de l’équipe d'Australie de football lors de la Coupe d'Asie de football 2015 organisée en Australie du 9 au 31 janvier 2015.

## Effectif
Le 7 décembre 2014, le sélectionneur australien Ange Postecoglou, a annoncé une liste provisoire de quarante-six pour le tournoi continantal. Le 23 décembre 2014 la liste définitive est annoncée.
Au sein de cette sélection australienne, sept joueurs étaient présents dans l'équipe finaliste de l'édition 2011, 16 des 23 membres de cette sélection étaient au Brésil au cours du mois de juin 2014 pour disputer le mondial 2014, il y a également sept joueurs présent dans cette équipe qui sont membres de clubs qui participent à la A-League.
| Numéro / Nom       | Numéro / Nom       | Équipe actuelle          | Date de naissance | J.              | Buts            |                 |                 |                 |
| Gardiens de but    | Gardiens de but    | Gardiens de but          | Gardiens de but   | Gardiens de but | Gardiens de but | Gardiens de but | Gardiens de but | Gardiens de but |
| ------------------ | ------------------ | ------------------------ | ----------------- | --------------- | --------------- | --------------- | --------------- | --------------- |
| 1                  | Mathew Ryan        | Club Bruges              | 08.04.1992        | 3               | 0               | 0               | 0               | 0               |
| 12                 | Mitchell Langerak  | Borussia Dortmund        | 22.08.1988        | 0               | 0               | 0               | 0               | 0               |
| 18                 | Eugene Galeković   | Adelaïde United          | 12.06.1981        | 0               | 0               | 0               | 0               | 0               |
| Défenseurs         |                    |                          |                   |                 |                 |                 |                 |                 |
| 2                  | Ivan Franjić       | FK Torpedo Moscou        | 10.09.1987        | 1               | 0               | 0               | 0               | 0               |
| 3                  | Jason Davidson     | West Bromwich Albion     | 29.06.1991        | 3               | 0               | 0               | 0               | 0               |
| 6                  | Matthew Špiranović | Western Sydney Wanderers | 27.06.1988        | 3               | 0               | 1               | 0               | 0               |
| 8                  | Chris Herd         | Aston Villa              | 04.04.1989        | 0               | 0               | 0               | 0               | 0               |
| 13                 | Aziz Behich        | Bursaspor                | 16.12.1990        | 3               | 0               | 0               | 0               | 0               |
| 20                 | Trent Sainsbury    | PEC Zwolle               | 05.01.1992        | 3               | 0               | 0               | 0               | 0               |
| 22                 | Alex Wilkinson     | Jeonbuk Hyundai Motors   | 13.08.1984        | 3               | 0               | 0               | 0               | 0               |
| Milieux de terrain |                    |                          |                   |                 |                 |                 |                 |                 |
| 5                  | Mark Milligan      | Melbourne Victory        | 04.08.1985        | 1               | 0               | 1               | 0               | 0               |
| 7                  | Mathew Leckie      | FC Ingolstadt 04         | 04.02.1991        | 3               | 0               | 0               | 0               | 0               |
| 11                 | Tommy Oar          | FC Utrecht               | 10.12.1991        | 3               | 0               | 0               | 0               | 0               |
| 14                 | James Troisi       | SV Zulte Waregem         | 03.07.1988        | 2               | 0               | 0               | 0               | 0               |
| 15                 | Mile Jedinak       | Crystal Palace           | 03.08.1984        | 3               | 1               | 2               | 0               | 0               |
| 17                 | Matt McKay         | Brisbane Roar            | 11.01.1983        | 2               | 0               | 0               | 0               | 0               |
| 19                 | Terry Antonis      | Sydney FC                | 26.11.1993        | 0               | 0               | 0               | 0               | 0               |
| 21                 | Massimo Luongo     | Swindon Town             | 25.09.1992        | 0               | 0               | 0               | 0               | 0               |
| 23                 | Mark Bresciano     | Al-Gharafa               | 11.02.1980        | 3               | 0               | 0               | 0               | 0               |
| Attaquants         |                    |                          |                   |                 |                 |                 |                 |                 |
| 4                  | Tim Cahill         | New York Red Bulls       | 06.12.1979        | 2               | 2               | 2               | 0               | 0               |
| 9                  | Tomi Jurić         | Western Sydney Wanderers | 22.07.1991        | 3               | 0               | 0               | 0               | 0               |
| 10                 | Robbie Kruse       | Bayer Leverkusen         | 05.10.1988        | 2               | 0               | 0               | 0               | 0               |
| 16                 | Nathan Burns       | Wellington Phoenix FC    | 07.05.1988        | 2               | 0               | 0               | 0               | 0               |
| Sélectionneur      |                    |                          |                   |                 |                 |                 |                 |                 |
|                    | Ange Postecoglou   |                          | 27.08.1965        |                 |                 |                 |                 |                 |

## Compétition

### Format et tirage au sort
Le tirage au sort a lieu le 26 mars 2014 à l'Opéra de Sydney, en tant que pays organisateur l'Australie est placé dans le chapeau 1 en position A1. Classé à la 63e au classement FIFA au moment du tirage au sort, l'Australie est placée dans le groupe A en compagnie de la Corée du Sud (63e FIFA) , d'Oman(81e FIFA) et du Koweït (110e FIFA).

### Premier tour
L'Australie fait partie du groupe A de la Coupe d'Asie des nations 2015, avec l'Corée du Sud, du Koweït et d'Oman.
|   | Équipe       | J | V | N | D | Bp | Bc | Diff | Pts |
| - | ------------ | - | - | - | - | -- | -- | ---- | --- |
| 1 | Corée du Sud | 3 | 3 | 0 | 0 | 3  | 0  | +3   | 9   |
| 2 | Australie    | 3 | 2 | 0 | 1 | 8  | 2  | +6   | 6   |
| 3 | Oman         | 3 | 1 | 0 | 2 | 1  | 5  | -4   | 3   |
| 4 | Koweït       | 3 | 0 | 0 | 3 | 1  | 6  | -5   | 0   |

#### Australie - Koweït
L'Australie débute sa compétition en tant que nation hôte de la Coupe d'Asie 2015 lors du match d'ouverture face au Koweït. Les Socceroos sont surpris d'entrée de jeu, Hussain Fadel ouvre le score dès la 8e minute de jeu en reprenant d'une tête plongeante un corner frappé au premier poteau. Rapidement mené, les australiens revient à la hauteur de leur adversaire grâce à Tim Cahill, ce dernier profite du bon centre en retrait de Massimo Luongo pour inscrire à la 33e minute de jeu son 37e but international. À la 44e, le finaliste de l'édition précédente prend pour la première fois l'avantage, Massimo Luongo reprenant victorieusement de la tête le centre de son arrière droit Ivan Franjić. À l'heure de jeu, Robbie Kruse est déséquilibré dans la surface de réparation koweïtienne par Sultan Al Enezi, l'arbitre ouzbek Ravshan Irmatov accorde un pénalty que Mile Jedinak transforme en prenant Hameed Youssef à contre pied. Au cours du temps additionnel James Troisi dans un angle fermé aggrave l'écart d'un tir du gauche qui passe entre le portier du Koweït et son premier poteau. L'Australie s'impose donc (4-1) lors de ce match d'ouverture. 
| 9 janvier 2015 | Australie                                                   | 4 - 1   | Koweït   | Melbourne Rectangular Stadium, Melbourne         |                                                  |
| 20:00 (UTC+11) | Cahill 32e · Luongo 44e · Jedinak 62e (pen.) · Troisi 90+2e | (2 - 1) | 8e Fadel | Spectateurs : 25 231 Arbitrage : Ravshan Irmatov | Spectateurs : 25 231 Arbitrage : Ravshan Irmatov |
| 20:00 (UTC+11) | Rapport                                                     |         |          | Spectateurs : 25 231 Arbitrage : Ravshan Irmatov | Spectateurs : 25 231 Arbitrage : Ravshan Irmatov |

| Australie | Koweït |

|                  | 1  | Mathew Ryan        |  |     |
|                  | 2  | Ivan Franjić       |  |     |
|                  | 20 | Trent Sainsbury    |  |     |
|                  | 6  | Matthew Spiranovic |  |     |
|                  | 13 | Aziz Behich        |  |     |
|                  | 15 | Mile Jedinak       |  |     |
|                  | 21 | Massimo Luongo     |  | 84e |
|                  | 14 | James Troisi       |  |     |
|                  | 7  | Mathew Leckie      |  |     |
|                  | 10 | Robbie Kruse       |  | 72e |
|                  | 4  | Tim Cahill         |  | 65e |
| Remplaçants :    |    |                    |  |     |
|                  | 9  | Tomi Jurić         |  | 65e |
|                  | 16 | Nathan Burns       |  | 72e |
|                  | 23 | Mark Bresciano     |  | 84e |
| Sélectionneur :  |    |                    |  |     |
| Ange Postecoglou |    |                    |  |     |

|                 | 23 | Hameed Youssef        |     |     |
|                 | 5  | Fahed Al Hajri        |     |     |
|                 | 4  | Hussain Fadel         | 19e | 57e |
|                 | 13 | Musaed Neda           |     |     |
|                 | 6  | Khaled Al Qahtani     |     | 75e |
|                 | 21 | Ali Maqseed           |     |     |
|                 | 11 | Fahad Al Ansari       |     |     |
|                 | 12 | Sultan Al Enezi       |     |     |
|                 | 8  | Saleh Al Sheikh       |     |     |
|                 | 16 | Faisal Zaid           | 47e |     |
|                 | 10 | Abdulaziz Al Misha'an |     | 64e |
| Remplaçants :   |    |                       |     |     |
|                 | 2  | Amer Al Fadhel        |     | 57e |
|                 | 20 | Yousef Nasser         |     | 64e |
|                 | 17 | Bader Al-Mutawa       |     | 75e |
| Sélectionneur : |    |                       |     |     |
| Nabil Maâloul   |    |                       |     |     |

| Homme du Match: Massimo Luongo (Australie) Assistants : Abdukhamidullo Rasulov Bakhadyr Kochkarov Quatrième arbitre : Mohd Amirul Izwan Yaacob Cinquième arbitre : Mohd Yusri Muhamad |

#### Oman - Australie
L'Australie rencontre à Sydney la sélection d'Oman pour sa seconde rencontre dans sa Coupe d'Asie, Ange Postecoglou a reconduit dans son équipe de départ huit des onze joueurs victorieux face au Koweït. Les Socceroos concède une première occasion franche aux joueurs d'Oman, Raed Ibrahim Saleh reprenant des vingt-cinq mettre un corner renvoyer dans l'axe, sa frappe cadrée est brillamment détournée par une claquette de Mathew Ryan. Peu avant la demi-heure de jeu, Matt McKay donne l'avantage aux Australiens sur corner, seul dans les six mètres, il reprend parfaitement une déviation de Trent Sainsbury. Trois minutes plus tard, l'attaquant du Bayer Leverkusen Robbie Kruse parfaitement lancé dans la profondeur par Massimo Luongo double la mise. Dans le temps additionnel de la première période, l'Australie obtient un penalty que Mark Milligan transforme en prenant Ali Al-Habsi à contre-pied. Tomi Jurić inscrit à la 70e minute le dernier but australien. Avec cette victoire (4-0), l'Australie est qualifié pour les quarts de finale et affrontera lors de l'ultime match de poule la Corée du Sud pour l'obtention de la première place. 
| Match 10                       | Oman    | 0 - 4   | Australie                                                 | Stadium Australia, Sydney                   |                                             |
| 13 janvier 2015 20:00 (UTC+11) |         | (0 - 3) | 27e McKay · 30e Kruse · 45+2e (pen.) Milligan · 70e Jurić | Spectateurs : 50 276 Arbitrage : Ryuji Sato | Spectateurs : 50 276 Arbitrage : Ryuji Sato |
| 13 janvier 2015 20:00 (UTC+11) | Rapport |         |                                                           | Spectateurs : 50 276 Arbitrage : Ryuji Sato | Spectateurs : 50 276 Arbitrage : Ryuji Sato |

| Oman | Australie |

|                 | 1  | Ali Al-Habsi              |       |     |
|                 | 13 | Abdul Al-Mukhaini         | 45+1e |     |
|                 | 3  | Jaber Al-Owaisi           |       |     |
|                 | 2  | Mohammed Al-Musalami      |       |     |
|                 | 6  | Raed Ibrahim Saleh        |       | 88e |
|                 | 16 | Ali Al-Busaidi            |       | 46e |
|                 | 12 | Ahmed Mubarak Al-Mahaijri | 36e   |     |
|                 | 8  | Eid Al-Farsi              |       |     |
|                 | 21 | Mohsin Al-Khaldi          |       |     |
|                 | 9  | Abdulaziz Al-Muqbali      |       |     |
|                 | 20 | Amad Al-Hosni             |       | 46e |
| Remplaçants :   |    |                           |       |     |
|                 | 4  | Ali Al-Jabri              |       | 46e |
|                 | 11 | Amer Said Al-Shatri       |       | 46e |
|                 | 15 | Ali Salim Al-Nahar        |       | 88e |
| Sélectionneur : |    |                           |       |     |
| Paul Le Guen    |    |                           |       |     |

|                  | 1  | Mathew Ryan        |     |     |
|                  | 2  | Ivan Franjić       |     |     |
|                  | 20 | Trent Sainsbury    |     |     |
|                  | 6  | Matthew Spiranovic | 73e |     |
|                  | 3  | Jason Davidson     | 87e |     |
|                  | 21 | Massimo Luongo     |     | 51e |
|                  | 5  | Mark Milligan      |     |     |
|                  | 17 | Matt McKay         |     |     |
|                  | 7  | Mathew Leckie      |     | 77e |
|                  | 10 | Robbie Kruse       |     |     |
|                  | 4  | Tim Cahill         |     |     |
| Remplaçants :    |    |                    |     |     |
|                  | 9  | Tomi Jurić         |     | 51e |
|                  | 23 | Mark Bresciano     |     | 51e |
|                  | 11 | Tommy Oar          |     | 77e |
| Sélectionneur :  |    |                    |     |     |
| Ange Postecoglou |    |                    |     |     |

| Homme du Match: Robbie Kruse (Australia) Assistants : Toru Sagara Toshiyuki Nagi Quatrième arbitre : Muhammad Taqi Al-Jaafari Cinquième arbitre : Jeffrey Goh |

#### Australie - Corée du Sud
Les Socceroos disputent l'ultime match de groupe face à la Corée du Sud au Suncorp Stadium de Brisbane, lors de cette rencontre, les Australiens encaissent à la 32e minute un but de Lee Jung-hyup, en seconde mi-temps malgré quelques occasions australiennes, les coréens garde l'avantage et remporte un succès leur permettant de finir en tête du groupe A, défait, les australiens doivent se contenter de la seconde place. 
| Match 17                       | Australie | 0 - 1   | Corée du Sud      | Brisbane Stadium, Brisbane                       |                                                  |
| 17 janvier 2015 19:00 (UTC+10) |           | (0 - 1) | 32e Lee Jung-hyup | Spectateurs : 48 513 Arbitrage : Nawaf Shukralla | Spectateurs : 48 513 Arbitrage : Nawaf Shukralla |
| 17 janvier 2015 19:00 (UTC+10) | Rapport   |         |                   | Spectateurs : 48 513 Arbitrage : Nawaf Shukralla | Spectateurs : 48 513 Arbitrage : Nawaf Shukralla |

| Australia | South Korea |

|                  | 1  | Mathew Ryan        |       |     |
|                  | 2  | Ivan Franjić       |       |     |
|                  | 20 | Trent Sainsbury    |       |     |
|                  | 6  | Matthew Spiranovic | 79e   |     |
|                  | 13 | Aziz Behich        |       |     |
|                  | 21 | Massimo Luongo     |       |     |
|                  | 5  | Mark Milligan      |       |     |
|                  | 17 | Matt McKay         |       | 71e |
|                  | 16 | Nathan Burns       | 29e   | 71e |
|                  | 14 | James Troisi       |       | 60e |
|                  | 9  | Tomi Jurić         |       |     |
| Remplaçants :    |    |                    |       |     |
|                  | 7  | Mathew Leckie      |       | 60e |
|                  | 4  | Tim Cahill         | 90+1e | 71e |
|                  | 10 | Robbie Kruse       |       | 71e |
| Sélectionneur :  |    |                    |       |     |
| Ange Postecoglou |    |                    |       |     |

|                 | 23 | Kim Jin-hyeon  |     |     |
|                 | 2  | Kim Chang-soo  | 61e |     |
|                 | 5  | Kwak Tae-hwi   |     |     |
|                 | 19 | Kim Young-gwon |     |     |
|                 | 3  | Kim Jin-su     |     |     |
|                 | 6  | Park Joo-ho    |     | 41e |
|                 | 16 | Ki Sung-yueng  |     |     |
|                 | 12 | Han Kyo-won    | 58e | 76e |
|                 | 13 | Koo Ja-cheol   |     | 49e |
|                 | 11 | Lee Keun-ho    |     |     |
|                 | 18 | Lee Jung-hyup  |     |     |
| Remplaçants :   |    |                |     |     |
|                 | 14 | Han Kook-young |     | 41e |
|                 | 7  | Son Heung-min  |     | 49e |
|                 | 20 | Jang Hyun-soo  |     | 76e |
| Sélectionneur : |    |                |     |     |
| Uli Stielike    |    |                |     |     |

| Homme du Match: Ki Sung-yueng (South Korea) Assistants : Yaser Tulefat Ebrahim Saleh Quatrième arbitre : Muhammad Taqi Al-Jaafari Cinquième arbitre : Jeffrey Goh |

### Quart-de-finale

#### Chine - Australie
| Match 26 - Quart 3             | Chine   | 0 - 2   | Australie      | Brisbane Stadium, Brisbane                      |                                                 |
| 22 janvier 2015 20:30 (UTC+10) |         | (0 - 0) | 48e 65e Cahill | Spectateurs : 46 067 Arbitrage : Kim Jong Hyeok | Spectateurs : 46 067 Arbitrage : Kim Jong Hyeok |
| 22 janvier 2015 20:30 (UTC+10) | Rapport |         |                | Spectateurs : 46 067 Arbitrage : Kim Jong Hyeok | Spectateurs : 46 067 Arbitrage : Kim Jong Hyeok |

| Chine | Australie |

|                 | 23 | Wang Dalei      |     |     |
|                 | 17 | Zhang Chengdong |     |     |
|                 | 5  | Zhang Linpeng   | 53e |     |
|                 | 3  | Mei Fang        |     | 46e |
|                 | 2  | Ren Hang        |     |     |
|                 | 15 | Wu Xi           |     | 83e |
|                 | 8  | Cai Huikang     |     |     |
|                 | 10 | Zheng Zhi       |     |     |
|                 | 16 | Sun Ke          |     | 71e |
|                 | 14 | Ji Xiang        |     |     |
|                 | 7  | Wu Lei          |     |     |
| Remplaçants :   |    |                 |     |     |
|                 | 4  | Jiang Zhipeng   |     | 46e |
|                 | 21 | Yu Hai          |     | 71e |
|                 | 9  | Yang Xu         |     | 83e |
| Sélectionneur : |    |                 |     |     |
| Alain Perrin    |    |                 |     |     |

|                  | 1  | Mathew Ryan     |     |     |
|                  | 2  | Ivan Franjić    |     |     |
|                  | 22 | Alex Wilkinson  |     |     |
|                  | 20 | Trent Sainsbury |     |     |
|                  | 3  | Jason Davidson  |     |     |
|                  | 15 | Mile Jedinak    | 19e |     |
|                  | 10 | Robbie Kruse    |     |     |
|                  | 23 | Mark Bresciano  |     | 60e |
|                  | 21 | Massimo Luongo  |     |     |
|                  | 7  | Mathew Leckie   |     | 69e |
|                  | 4  | Tim Cahill      |     | 80e |
| Remplaçants :    |    |                 |     |     |
|                  | 14 | James Troisi    |     | 60e |
|                  | 16 | Nathan Burns    |     | 69e |
|                  | 5  | Mark Milligan   |     | 80e |
| Sélectionneur :  |    |                 |     |     |
| Ange Postecoglou |    |                 |     |     |

| Homme du Match: Tim Cahill (Australie) Assistants : Jeong Hae-sang Yoon Kwang-yeol Quatrième arbitre : Abdulrahman Abdou Cinquième arbitre : Taleb Salem Al-Naemi |

### Demi-finale

#### Australie - Émirats arabes unis
| Match 30 - Demi 2              | Australie                   | 2 - 0 | Émirats arabes unis | Hunter Stadium, Newcastle                        |                                                  |
| 27 janvier 2015 20:00 (UTC+11) | Sainsbury 3e · Davidson 14e |       |                     | Spectateurs : 21 079 Arbitrage : Ravshan Irmatov | Spectateurs : 21 079 Arbitrage : Ravshan Irmatov |
| 27 janvier 2015 20:00 (UTC+11) | Rapport                     |       |                     | Spectateurs : 21 079 Arbitrage : Ravshan Irmatov | Spectateurs : 21 079 Arbitrage : Ravshan Irmatov |

| Australie | Émirats arabes unis |

|                  | 1  | Mathew Ryan        |     |     |
|                  | 2  | Ivan Franjić       |     |     |
|                  | 20 | Trent Sainsbury    |     |     |
|                  | 6  | Matthew Spiranovic |     |     |
|                  | 3  | Jason Davidson     |     |     |
|                  | 5  | Mark Milligan      |     | 59e |
|                  | 15 | Mile Jedinak       | 64e |     |
|                  | 21 | Massimo Luongo     |     |     |
|                  | 10 | Robbie Kruse       |     | 82e |
|                  | 7  | Mathew Leckie      | 42e |     |
|                  | 4  | Tim Cahill         |     | 67e |
| Remplaçants :    |    |                    |     |     |
|                  | 17 | Matt McKay         |     | 59e |
|                  | 9  | Tomi Jurić         |     | 67e |
|                  | 14 | James Troisi       |     | 82e |
| Sélectionneur :  |    |                    |     |     |
| Ange Postecoglou |    |                    |     |     |

|                 | 1  | Majed Naser         |  |     |
|                 | 14 | Abdelaziz Sanqour   |  |     |
|                 | 23 | Mohamed Ahmed       |  |     |
|                 | 6  | Mohanad Salem       |  |     |
|                 | 3  | Walid Abbas         |  | 78e |
|                 | 13 | Khamis Esmaeel      |  |     |
|                 | 5  | Amer Abdulrahman    |  |     |
|                 | 10 | Omar Abdulrahman    |  |     |
|                 | 16 | Mohamed Abdulrahman |  | 46e |
|                 | 7  | Ali Mabkhout        |  |     |
|                 | 11 | Ahmed Khalil        |  | 66e |
| Remplaçants :   |    |                     |  |     |
|                 | 15 | Ismail Al Hammadi   |  | 46e |
|                 | 20 | Saeed Al-Kathiri    |  | 66e |
|                 | 21 | Haboush Saleh       |  | 78e |
| Sélectionneur : |    |                     |  |     |
| Mahdi Ali       |    |                     |  |     |

| Homme du Match : Massimo Luongo (Australia) Assistants : Toru Sagara Bakhadyr Kochkarov Quatrième arbitre : Abdulrahman Abdou Cinquième arbitre : Ramzan Al-Naemi |

### Finale

#### Corée du sud - Australie
| Match 32                       | Corée du Sud        | 1 - 2 a.p. | Australie                | Stadium Australia, Sydney                        |                                                  |
| 31 janvier 2015 20:00 (UTC+11) | Son Heung-min 90+1e |            | Luongo 45e · Troisi 105e | Spectateurs : 76 385 Arbitrage : Alireza Faghani | Spectateurs : 76 385 Arbitrage : Alireza Faghani |
| 31 janvier 2015 20:00 (UTC+11) | Rapport             |            |                          | Spectateurs : 76 385 Arbitrage : Alireza Faghani | Spectateurs : 76 385 Arbitrage : Alireza Faghani |

| Corée du Sud | Australie |

|                 | 23 | Kim Jin-hyeon           |  |     |
|                 | 22 | Cha Du-ri               |  |     |
|                 | 5  | Kwak Tae-hwi            |  |     |
|                 | 19 | Kim Young-gwon          |  |     |
|                 | 3  | Kim Jin-su              |  |     |
|                 | 6  | Park Joo-ho             |  | 71e |
|                 | 20 | Jang Hyun-soo           |  |     |
|                 | 10 | Nam Tae-hee             |  | 64e |
|                 | 16 | Ki Sung-yueng           |  |     |
|                 | 7  | Son Heung-min           |  |     |
|                 | 18 | Lee Jung-hyup           |  | 88e |
| Remplaçants :   |    |                         |  |     |
|                 | 1  | Jung Sung-ryong         |  |     |
|                 | 2  | Kim Chang-soo           |  |     |
|                 | 4  | Kim Ju-young            |  | 88e |
|                 | 8  | Kim Min-woo             |  |     |
|                 | 9  | Cho Young-cheol         |  |     |
|                 | 11 | Lee Keun-ho             |  | 64e |
|                 | 12 | Han Kyo-won             |  |     |
|                 | 14 | Han Kook-young          |  | 71e |
|                 | 15 | Lee Myung-joo           |  |     |
|                 | 21 | Kim Seung-gyu           |  |     |
|                 | 13 | Koo Ja-cheol (Blessé)   |  |     |
|                 | 17 | Lee Chung-yong (Blessé) |  |     |
| Sélectionneur : |    |                         |  |     |
| Uli Stielike    |    |                         |  |     |

|                  | 1  | Mathew Ryan         |     |     |
|                  | 2  | Ivan Franjić        | 6e  | 75e |
|                  | 20 | Trent Sainsbury     |     |     |
|                  | 6  | Matthew Spiranovic  | 59e |     |
|                  | 3  | Jason Davidson      | 41e |     |
|                  | 5  | Mark Milligan       |     |     |
|                  | 15 | Mile Jedinak        | 66e |     |
|                  | 21 | Massimo Luongo      |     |     |
|                  | 10 | Robbie Kruse        | 68e | 71e |
|                  | 7  | Mathew Leckie       |     |     |
|                  | 4  | Tim Cahill          |     | 64e |
| Remplaçants :    |    |                     |     |     |
|                  | 9  | Tomi Jurić          |     | 64e |
|                  | 11 | Tommy Oar           |     |     |
|                  | 12 | Mitchell Langerak   |     |     |
|                  | 13 | Aziz Behich         |     |     |
|                  | 14 | James Troisi        |     | 71e |
|                  | 16 | Nathan Burns        |     |     |
|                  | 17 | Matt McKay          |     | 75e |
|                  | 18 | Eugene Galekovic    |     |     |
|                  | 19 | Terry Antonis       |     |     |
|                  | 22 | Alex Wilkinson      |     |     |
|                  | 23 | Mark Bresciano      |     |     |
|                  | 8  | Chris Herd (Blessé) |     |     |
| Sélectionneur :  |    |                     |     |     |
| Ange Postecoglou |    |                     |     |     |

| Homme du match : Trent Sainsbury (Australie) Assistants : Reza Sokhandan Mohammad Reza Abolfazli Quatrième arbitre : Fahad Al-Mirdasi Cinquième arbitre : Abdulla Al Shalwai |

## Statistiques
| Buts | Joueurs         | Adversaires          |
| ---- | --------------- | -------------------- |
| 3    | Tim Cahill      | Koweït, Chine (2)    |
| 2    | Massimo Luongo  | Koweït, Corée du Sud |
| 2    | Mile Jedinak    | Koweït, Corée du Sud |
| 1    | Jason Davidson  | Émirats arabes unis  |
| 1    | Mile Jedinak    | Koweït               |
| 1    | Tomi Jurić      | Oman                 |
| 1    | Robbie Kruse    | Oman                 |
| 1    | Matt McKay      | Oman                 |
| 1    | Mark Milligan   | Oman                 |
| 1    | Trent Sainsbury | Émirats arabes unis  |

| Passes Décisives | Joueurs         | Adversaires                           |
| ---------------- | --------------- | ------------------------------------- |
| 4                | Massimo Luongo  | Koweït, Oman, Émirats arabes unis (2) |
| 2                | Ivan Franjić    | Koweït, Chine                         |
| 1                | Jason Davidson  | Chine                                 |
| 1                | Mathew Leckie   | Oman                                  |
| 1                | Trent Sainsbury | Oman                                  |
| 1                | Tomi Jurić      | Corée du Sud                          |